# Hermann Berens
Pour les articles homonymes, voir Berens.
Hermann Berens, de son nom complet Johann Hermann Berens, né à Hambourg le 7 avril 1826 et mort à Stockholm le 9 mai 1880, est un compositeur et pianiste allemand du XIXe siècle.

## Biographie
Né à Hambourg en 1826, Hermann Berens reçoit ses premières leçons de musique de son père Conrad, qui était alors directeur de la musique militaire de Hambourg. Son père était aussi un flûtiste et un compositeur de renommée. Hermann était aussi le père du violoniste Adolph Berens et de l'éditeur musical Ernst Berens. Après ses études précoces, Hermann a étudié la composition musicale à Dresde pendant deux ans avec Carl Gottlieb Reissiger.
Lorsqu'il termine ses études en composition, ce dernier effectue une tournée de concerts avec la chanteuse d'opéra Marietta Alboni en 1845 à travers l'Allemagne. Il va par la suite rester à Hambourg exclusivement pour la composition de musique. Deux ans plus tard, Hermann est établi à Stockholm, où il a acquis une position respectée pour avoir créé plusieurs chansons pour quatuors. En 1849, Hermann devient directeur musical à Örebro puis, en 1860, devint chef d'orchestre au Mindretheater de Stockholm. Il occupe plus tard la même fonction au Théâtre dramatique royal et devient aussi professeur de composition à l'Académie suédoise. Il meurt à Stockholm à l'âge de 54 ans.
Il est reconnu pour son remarquable travail dans la musique, mais surtout dans le domaine dramatique, comme en témoignent ses opéras et ses opérettes. Il a de plus composé la musique de scène de l'opéra Kodros. Hermann Berens a aussi été connu pour sa musique pédagogique au piano, avec son op. 89 composé de 70 études pour la main gauche. Il a permis à de nombreux étudiants de maîtriser leurs deux mains et a aussi composé des chansons solos ainsi que des œuvres pour orgue.

## Œuvres
Liste sélective de ses compositions :
- Op. 3  - 6 Études enfantines, Shuberth, 1848 ;
- Op. 11 - Amusement pour la Jeunesse. 3 Rondeaux faciles, Shuberth, 1849 ;
- Op. 32 - Der kleine Salon-Spieler. 8 instr. Kompositionen, Shuberth, 1860 ;
- Op. 81 - Sechs Kindersonaten, Cranz, 1869.